# Yaldei Stalin
Yaldei Stalin (hebreu: ילדי סטאלין‎, "fills de Stalin") és una pel·lícula israeliana de 1986 dirigida per Nadav Levitan que satiritza la ideologia utòpica del quibuts israelià.

## Argument
La mort de Iosif Stalin a la dècada de 1950 condueix a una crisi ideològica en un quibuts que s'identifica amb els principis del comunisme. La fe cega de tres sabaters d'edat avançada, que abans van abusar d'un nen jove que es va atrevir a criticar Stalin, comença a desintegrar-se quan s'assabenten dels crims del líder soviètic i del manifest antisemitisme exposat als Judici Slánský a Praga.

## Repartiment
- Aharon Almog
- Ezra Dagan
- Rahel Dobson
- Doron Golan
- Yossi Kantz
- David Rona
- Shmuel Shiloh
- Hugo Yarden

## Recepció crítica
La pel·lícula es va projectar a la secció Un Certain Regard al 41è Festival Internacional de Cinema de Canes. Tot i que va ser un fracàs tant crític com comercial, va ser nominat per a un Globus d'Or i va ser el primer llargmetratge israelià a participar en els festivals de cinema de Moscou i  Varsòvia.
Yehuda (Judd) Neeman, investigador i director de cinema, ha dit que Yaldei Stalin va ser "la primera pel·lícula que va mirar irònicament l'estalinisme i el moviment quibuts... Nadav Levitan va agafar personatges del teixit real del quibuts que coneixia, inclòs el taller de sandàlies amb la imatge de Stalin a la paret, i a poc a poc va anar teixint les peces. El culte cec a Stalin i la creença inquebrantable en la Unió Soviètica es van anar desintegrant al quibuts, en part provocat per l'arrest i la confessió de Praga el 1952 sota tortura d'espionatge per a la intel·ligència britànica contra estats comunistes per Mordechai Oren, funcionari d'extrema esquerra i militant de Hashomer Hatzair i Mapam del quibuts Mizra.
Al final de la pel·lícula hi ha el moment encantador en què un dels herois mira el cel, no creu que s'ha acabat aquesta època, mira la lluna i en comptes de veure la mitja lluna, veu la falç i el martell. Al meu ulls, aquest és un toc cinematogràfic brillant i també una declaració de cinema polític, que va estar en el seu apogeu aquí en aquells dies."